# Navahroudak
Navahroudak (en biélorusse : Навагрудак ; en łacinka : Navahrudak) ou Novogroudok (en russe : Новогрудок ; en polonais : Nowogródek ; en lituanien : Naugardukas ; en latin : Novogardia Lituanica) est une ville de la Oblast de Hrodna ou Grodno, en Biélorussie, et le centre administratif du raïon de Navahroudak. Sa population s'élevait à 29 245 habitants en 2015.

## Géographie
Navahroudak est située à 39 km au sud d'Iwie, à 121 km à l'ouest-sud-ouest de Minsk et à 132 km à l'est de Hrodna/Grodno.

## Histoire
La ville est mentionnée pour la première fois en 1252 dans la Chronique d'Ipatiev sous le nom de Novogorodok (« nouvelle petite ville »). Elle passa à la fin du Xe siècle sous le contrôle de la Rus' de Kiev, puis, à la suite des attaques des Mongols, au XIIIe siècle, le roi Mindaugas l'annexa au royaume de Lituanie, plus tard grand-duché de Lituanie. Les grands-ducs tentent ainsi en 1316 d'obtenir du patriarcat de Constantinople que la ville soit la métropole d'un patriarcat autonome, afin de libérer les Russes des territoires du grand-duché de leur attachement traditionnel au patriarcat de Kiev ; le projet sera accepté, puis finalement rejeté à plusieurs reprises. En 1444, des privilèges urbains (droit de Magdebourg) lui furent accordés. Nowogródek se développa alors au point de devenir la ville la plus importante de la Ruthénie noire, de sorte qu'en 1507 elle devint le centre d'une voïvodie et qu'elle accueillit en 1581 un tribunal de Lituanie dans la république des Deux Nations, constituée en 1569 par l'union de Lublin. À la suite du troisième partage de la Pologne, en 1795, Nowogródek fut incorporée à l'Empire russe et élevée au rang de siège de district. À la fin du XIXe siècle, la ville comptait 7 900 habitants, dont 63,5 pour cent étaient juifs.
Après la Première Guerre mondiale, Nowogródek fit partie de la deuxième République de Pologne, devenant à nouveau la capitale d'une voïvodie.

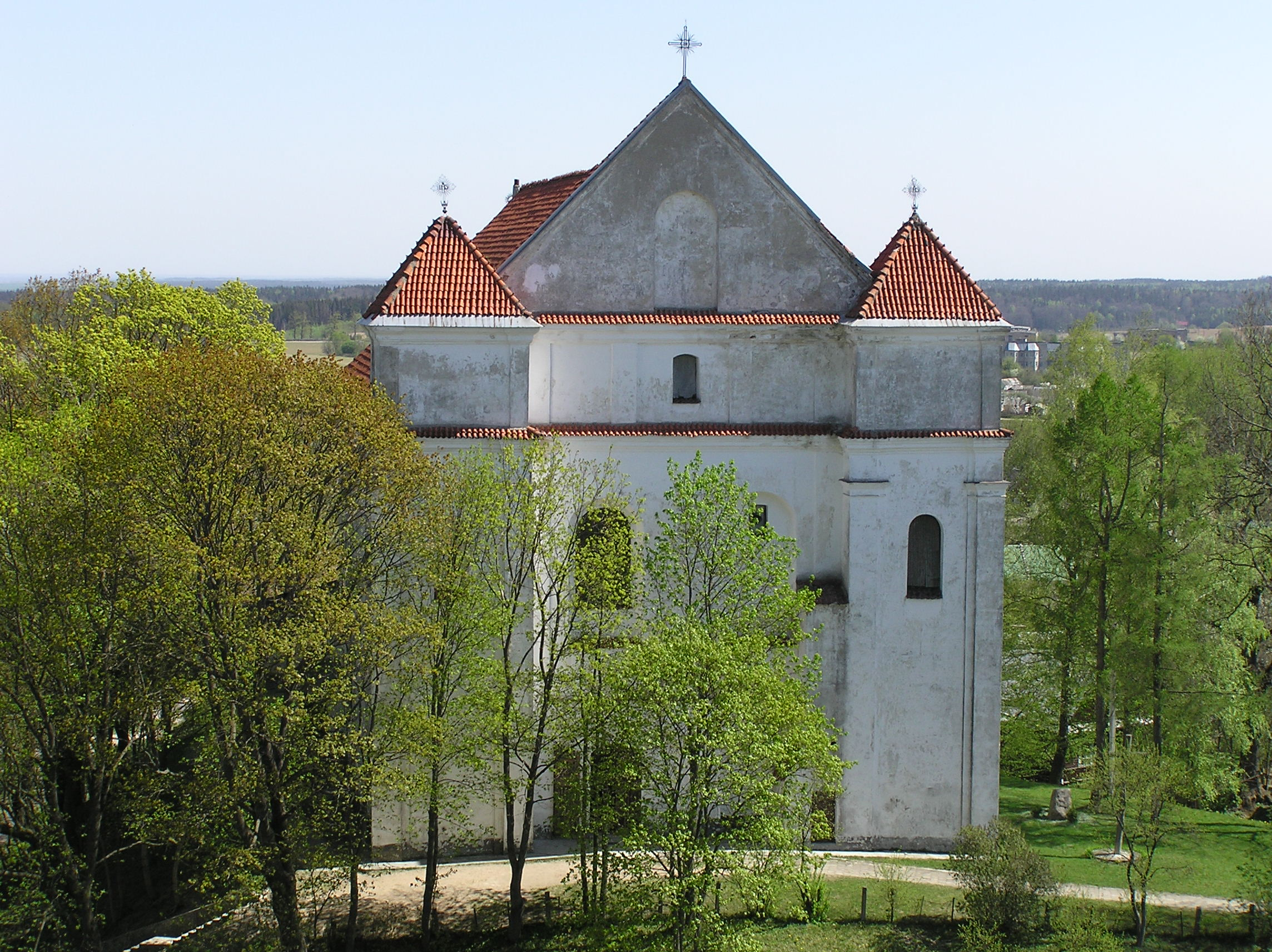
Église catholique de Novogroudok.

Mais, en septembre 1939, à la suite du pacte germano-soviétique, l'Armée rouge entra dans la ville, qui fut ensuite annexée par l'Union soviétique et rattachée à la RSS de Biélorussie. Les nouveaux territoires furent réorganisés et la ville fut brièvement — du 2 novembre au 4 décembre — la capitale administrative de l'oblast de Novogroudok — son nom russe officiel. Elle fut ensuite remplacée par Baranavitchy, la ville redevenant simplement centre du raïon de Novogroudok le 15 janvier 1940. 

### Occupation allemande (1941-1944)
Après l'invasion de l'Union soviétique par l'Allemagne nazie, Novogroudok fut occupée le 4 juillet 1941. La ville comptait alors 20 000 habitants, dont environ la moitié étaient juifs. Durant l'occupation, quelque 9 500 Juifs furent massacrés et 550 envoyés dans des camps de travail forcé. Ils avaient été rassemblés, au préalable et sous la contrainte, dans le ghetto de Novogroudok à partir de décembre 1941. L'extermination des derniers survivants de ce ghetto s'acheva à l'automne 1943.
Pendant la Seconde Guerre mondiale, la région était un centre de résistance de groupes de partisans, dont les célèbres frères Bielski, des partisans juifs, qui réussirent à sauver douze cents Juifs de la Shoah en organisant leur survie dans la forêt pendant plus de deux ans, tout en poursuivant leurs actions de résistance (sabotage, liquidation des collaborateurs, etc.) en liaison avec les partisans soviétiques. Le 1er août 1943, la Gestapo assassina dans la forêt près de la ville onze religieuses polonaises de la congrégation des Sœurs de la Sainte Famille de Nazareth, qui s'opposaient à la terreur nazie. Ces « martyres de Nowogródek » furent béatifiées en l'an 2000 par Jean-Paul II et sont célébrées le 1er juillet. L'Armée rouge libéra la ville trois ans après le début de son occupation, le 8 juillet 1944. Pendant la guerre, plus de 45 000 personnes avaient été tuées dans la ville et dans ses environs et plus de 60 pour cent des logements étaient détruits.
Après la reconquête de la ville par l'Armée rouge, la situation antérieure à l'invasion allemande fut rétablie et Navahroudak fut à nouveau incorporée à la Biélorussie soviétique. Depuis la dislocation de l'Union soviétique, en 1991, Navahroudak fait partie de la Biélorussie indépendante.

## Population
Recensements (*) ou estimations de la population :
| 1817  | 1837  | 1860  | 1897* | 1910  | 1921* |
| ----- | ----- | ----- | ----- | ----- | ----- |
| 1 571 | 3 679 | 5 844 | 7 887 | 8 414 | 6 367 |

| 1931* | 1939*  | 1959*  | 1970*  | 1979*  | 1989*  |
| ----- | ------ | ------ | ------ | ------ | ------ |
| 9 567 | 11 335 | 12 624 | 19 374 | 22 423 | 59 506 |

| 1999*  | 2009*  | 2012   | 2013   | 2014   | 2015   |
| ------ | ------ | ------ | ------ | ------ | ------ |
| 30 200 | 29 336 | 29 324 | 29 065 | 28 843 | 29 245 |

## Personnalités
- Lidia Lwow-Eberle (1920-2021), résistante polonaise et archéologue a passé son enfance à Nowogrodeck.
- Adam Mickiewicz (1798-1855), un des grands écrivains polonais, est peut-être né à Nowogrodek, où son père était avocat.
- Adèle Mardosewicz, qui était à la tête des Martyres de Nowogrodek

## Jumelage
La ville est jumelée à :
- Krynica Morska (Pologne)
- Elbląg (Pologne)
- Prienai (Lituanie)